# Selenaspidus podocarpi
Selenaspidus podocarpi är en insektsart som beskrevs av Mamet 1958. Selenaspidus podocarpi ingår i släktet Selenaspidus och familjen pansarsköldlöss. Inga underarter finns listade i Catalogue of Life.